# Micraglossa
Micraglossa is een geslacht van vlinders van de familie grasmotten (Crambidae), uit de onderfamilie Scopariinae.

## Soorten
- M. aureata Inoue, 1982
- M. convatalilis Klunder van Gijen, 1912
- M. cupritincta Hampson, 1917
- M. flavidalis Hampson, 1907
- M. manoi Sasaki, 1998
- M. oenealis Hampson, 1897
- M. scoparialis Warren, 1891
- M. straminealis Hampson, 1903
- M. tagalica Nuss, 1998
- M. tricitra Meyrick, 1930